# (1528) Conrada
(1528) Conrada es un asteroide perteneciente al cinturón de asteroides descubierto el 10 de febrero de 1940 por Karl Wilhelm Reinmuth desde el observatorio de Heidelberg-Königstuhl, Alemania.

## Designación y nombre
Conrada fue designado al principio como 1940 CA.
Más adelante se nombró en honor del oceanógrafo alemán Fritz Conrad (1883-1944).

## Características orbitales
Conrada está situado a una distancia media del Sol de 2,415 ua, pudiendo alejarse hasta 2,763 ua y acercarse hasta 2,066 ua. Tiene una excentricidad de 0,1444 y una inclinación orbital de 8,514°. Emplea 1371 días en completar una órbita alrededor del Sol.